# Aprostocetus eleuchia
Aprostocetus eleuchia är en stekelart som först beskrevs av Walker 1839.  Aprostocetus eleuchia ingår i släktet Aprostocetus och familjen finglanssteklar. Inga underarter finns listade i Catalogue of Life.